# Obelisco Sallustiano

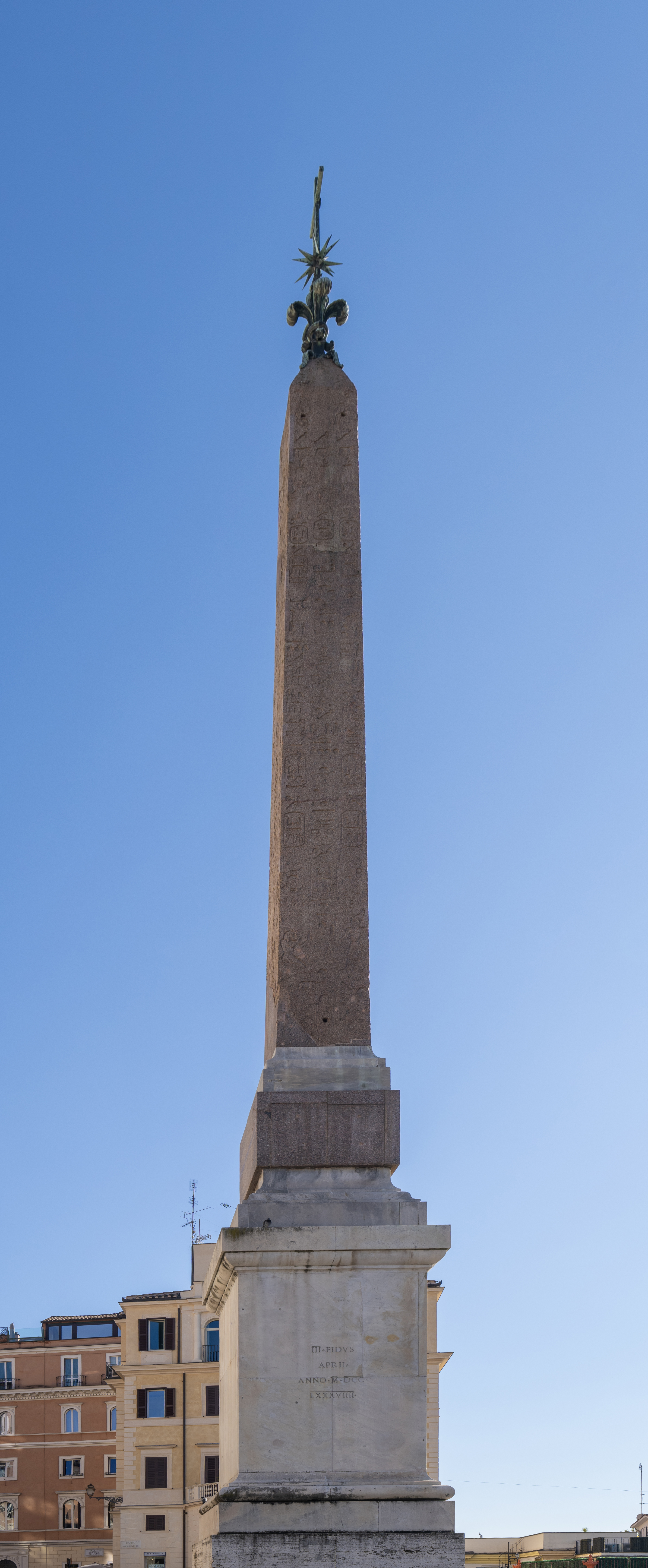
Der Obelisco Sallustiano

Der Obelisco Sallustiano ist ein Obelisk in Rom. Er krönt die Spanische Treppe vor der Kirche Santa Trinità dei Monti.

## Beschreibung
Der 14 Meter hohe Obelisk wurde in Ägypten aus Rosengranit gemeißelt und unbeschriftet nach Rom gebracht. Erst dort wurden die Hieroglyphen angebracht. Hierbei handelt es sich um eine Imitation der Inschrift des Obelisco Flaminio auf der Piazza del Popolo.
Die Inschrift auf dem Sockel gibt einen Hinweis auf den Fundort des Obelisken. Papst Pius VI. nennt den Obelisken dort OBELISCUM SALLUSTIANUM. Die Gärten des Sallust lagen in der Antike zwischen dem Quirinal und dem Pincio. Dort, in der Nähe des heutigen Deutschen Archäologischen Instituts, wurde der Obelisk erstmals im 4. Jahrhundert von Ammianus Marcellinus (17,4,16) erwähnt und dort stand der Obelisk noch bis ins 8. Jahrhundert. Im 16. Jahrhundert wird dann in Berichten davon gesprochen, dass er, in mehrere Teile zerbrochen, am Boden lag. Anfang des 18. Jahrhunderts wurde er zunächst zum Lateran gebracht, aber dort nicht aufgestellt.
Erst 1789 wurde er an seinem jetzigen Standort aufgestellt. Um seine Errichtung an dieser Stelle hatte es einen langen Streit zwischen dem Papst und dem französischen König gegeben. Der Papst wollte mit der Errichtung auf der vom französischen König bezahlten und in Auftrag gegebenen Treppe sein Primat gegenüber König Ludwig XV. zum Ausdruck bringen, der sich mit einem Reiterstandbild dort verewigen lassen wollte. Lange Jahre geschah nichts und erst in den Jahren 1787 bis 1789, als der französische König zunehmend andere Sorgen hatte, wurde der Obelisk durch Papst Pius VI. aufgerichtet. Goethe sah am 13. Februar 1787 den Beginn der Ausschachtungsarbeiten für das Fundament des Obelisken und überliefert in seiner Italienischen Reise zudem, wie der Entwurf des Monuments im Karneval 1788 verspottet wurde, weil der Sockel als unverhältnismäßig hoch empfunden wurde.
Die am ursprünglichen Standort in den Gärten des Sallust verbliebene originale Basis des Obelisken wurde 1912 beim Bau der Deutschen Evangelischen Kirche in Rom gefunden und unter Benito Mussolini 1926 auf dem Kapitol aufgestellt und zum „Altar der gefallenen Faschisten“  („Ara dei Caduti Fascisti“), die beim Marsch auf Rom starben, umgestaltet.